# Posht Darb-e Soflá
Posht Darb-e Soflá (persiska: پشت درب سفلی) är en ort i Iran.   Den ligger i provinsen Khuzestan, i den centrala delen av landet, 500 km sydväst om huvudstaden Teheran. Posht Darb-e Soflá ligger 112 meter över havet och antalet invånare är 294.
Terrängen runt Posht Darb-e Soflá är kuperad åt nordost, men åt sydväst är den platt. Runt Posht Darb-e Soflá är det ganska tätbefolkat, med 80 invånare per kvadratkilometer. Närmaste större samhälle är Gotvand, 11,3 km väster om Posht Darb-e Soflá. Omgivningarna runt Posht Darb-e Soflá är i huvudsak ett öppet busklandskap.